# Liste der Mitglieder des Abgeordnetenhauses von Berlin (16. Wahlperiode)
Die Liste der Mitglieder des Abgeordnetenhauses von Berlin enthält alle Abgeordneten, die dem Abgeordnetenhaus von Berlin in der 16. Wahlperiode von 2006 bis 2011 angehörten. Ausschlaggebend war das Ergebnis der nach den Wahlen vom 17. September 2006. Zum Senat in dieser Legislaturperiode siehe Senat Wowereit III.

## Präsidium des Abgeordnetenhauses
- Präsident: Walter Momper (SPD)
- Vizepräsident: Uwe Lehmann-Brauns (CDU) und Karin Seidel-Kalmutzki (SPD)

## Fraktionen
- SPD: Michael Müller (Vorsitzender), Fritz Felgentreu (stellv. Vorsitzender), Anja Hertel (stellv. Vorsitzende), Dilek Kolat (stellv. Vorsitzende), Jutta Leder (stellv. Vorsitzende), Christian Gaebler (Parl. Geschäftsführer)
- CDU: Frank Henkel (Vorsitzender), Michael Braun (1. stellv. Vorsitzender), Mario Czaja (stellv. Vorsitzender), Andreas Gram (stellv. Vorsitzender), Cornelia Seibeld (stellv. Vorsitzende), Uwe Goetze (Parl. Geschäftsführer), Florian Graf (Parl. Geschäftsführer)
- Bündnis 90/Die Grünen: Ramona Pop (Vorsitzende), Volker Ratzmann (Vorsitzender), Felicitas Kubala (stellv. Vorsitzende), Michael Schäfer (stellv. Vorsitzender), Anja Schillhaneck (stellv. Vorsitzende), Heiko Thomas (Geschäftsführer)
- Die Linke: Udo Wolf (Vorsitzender), Jutta Matuschek (stellv. Vorsitzende), Martina Michels (stellv. Vorsitzende), Marion Seelig (stellv. Vorsitzende), Uwe Doering (Parl. Geschäftsführer)
- FDP: Christoph Meyer (Vorsitzender), Sebastian Czaja (stellv. Vorsitzender), Björn Jotzo (stellv. Vorsitzender und Parl. Geschäftsführer), Klaus-Peter von Lüdeke (stellv. Vorsitzender)

## Mitglieder
Die SPD-Politikerin Hella Dunger-Löper, die im Wahlkreis Charlottenburg-Wilmersdorf 6 direkt gewählt wurde, nahm ihr Mandat nicht an, da sie zur Staatssekretärin ernannt wurde.
| Name                             | Lebensdaten | Partei    | Wahlkreis/Liste                         | Anmerkungen |
| -------------------------------- | ----------- | --------- | --------------------------------------- | --- |
| Wolfgang Albers                  | 1950        | Die Linke | Landesliste                             | |
| Michael Arndt                    | 1951        | SPD       | Bezirksliste Steglitz-Zehlendorf        | |
| Evrim Baba                       | 1971        | Die Linke | Wahlkreis Lichtenberg 1                 | |
| Margrit Barth                    | 1944        | Die Linke | Wahlkreis Marzahn-Hellersdorf 2         | |
| Sebastian Basedow                | 1974        | Grüne     | Landesliste                             | nachgerückt am 8. Juni 2011 für Bilkay Öney                                                                                         |
| Canan Bayram                     | 1966        | SPD       | Wahlkreis Friedrichshain-Kreuzberg 5    | ab 5. Mai 2009 Grüne |
| Dirk Behrendt                    | 1971        | Grüne     | Wahlkreis Friedrichshain-Kreuzberg 2    | |
| Thomas Birk                      | 1961        | Grüne     | Landesliste                             | |
| Carola Bluhm                     | 1962        | Die Linke | Wahlkreis Mitte 2                       | Senatorin für Integration, Arbeit und Soziales (seit 15. Oktober 2009) ausgeschieden am 31. Dezember 2009, Nachrücker Kadriye Karcı |
| Wolfgang Brauer                  | 1954        | Die Linke | Wahlkreis Marzahn-Hellersdorf 1         | |
| Michael Braun                    | 1956        | CDU       | Wahlkreis Steglitz-Zehlendorf 7         | |
| Matthias Brauner                 | 1974        | CDU       | Bezirksliste Spandau                    | |
| Elke Breitenbach                 | 1961        | Die Linke | Landesliste                             | |
| Daniel Buchholz                  | 1968        | SPD       | Wahlkreis Spandau 3                     | |
| Stefanie Bung                    | 1978        | CDU       | Bezirksliste Charlottenburg-Wilmersdorf | |
| Mario Czaja                      | 1975        | CDU       | Wahlkreis Marzahn-Hellersdorf 5         | |
| Sebastian Czaja                  | 1983        | FDP       | Bezirksliste Marzahn-Hellersdorf        | |
| Emine Demirbüken-Wegner          | 1961        | CDU       | Bezirksliste Reinickendorf              | nachgerückt für Katrin Schultze-Berndt am 3. November 2006                                                                          |
| Michael Dietmann                 | 1968        | CDU       | Wahlkreis Reinickendorf 5               | |
| Uwe Doering                      | 1953        | Die Linke | Landesliste                             | |
| Florian Dörstelmann              | 1967        | SPD       | Bezirksliste Charlottenburg-Wilmersdorf | nachgerückt für Stefanie Winde am 2. August 2010                                                                                    |
| Minka Dott                       | 1945        | Die Linke | Landesliste                             | nachgerückt für Stefanie Schulze am 3. März 2009                                                                                    |
| Mirco Dragowski                  | 1974        | FDP       | Bezirksliste Tempelhof-Schöneberg       | |
| Franziska Eichstädt-Bohlig       | 1941        | Grüne     | Landesliste                             | |
| Susann Engert                    | 1978        | SPD       | Wahlkreis Pankow 9                      | ausgeschieden am 28. Februar 2011, Nachrücker Claudia Tietje                                                                        |
| Joachim Esser                    | 1951        | Grüne     | Landesliste                             | |
| Fritz Felgentreu                 | 1968        | SPD       | Wahlkreis Neukölln 2                    | |
| Kirsten Flesch                   | 1957        | SPD       | Wahlkreis Neukölln 1                    | |
| Thomas Flierl                    | 1957        | Die Linke | Wahlkreis Marzahn-Hellersdorf 6         | |
| Oliver Friederici                | 1970        | CDU       | Wahlkreis Steglitz-Zehlendorf 5         | |
| Annette Fugmann-Heesing          | 1955        | SPD       | Wahlkreis Tempelhof-Schöneberg 1        | |
| Christian Gaebler                | 1964        | SPD       | Wahlkreis Charlottenburg-Wilmersdorf 7  | |
| Kai Gersch                       | 1971        | FDP       | Bezirksliste Spandau                    | |
| Uwe Goetze                       | 1961–2025   | CDU       | Bezirksliste Charlottenburg-Wilmersdorf | |
| Christian Goiny                  | 1965        | CDU       | Wahlkreis Steglitz-Zehlendorf 3         | |
| Margit Görsch                    | 1945        | CDU       | Bezirksliste Treptow-Köpenick           | |
| Florian Graf                     | 1973        | CDU       | Bezirksliste Tempelhof-Schöneberg       | |
| Christian Gräff                  | 1978        | CDU       | Bezirksliste Marzahn-Hellersdorf        | ausgeschieden am 30. November 2006, Nachrücker Carsten Wilke                                                                        |
| Andreas Gram                     | 1955        | CDU       | Wahlkreis Reinickendorf 2               | |
| Burgunde Grosse                  | 1943        | SPD       | Wahlkreis Spandau 4                     | |
| Claudia Hämmerling               | 1954        | Grüne     | Landesliste                             | |
| Renate Harant                    | 1948        | SPD       | Wahlkreis Treptow-Köpenick 6            | |
| Ellen Haußdörfer                 | 1980        | SPD       | Wahlkreis Treptow-Köpenick 3            | |
| Manuel Heide                     | 1955        | CDU       | Wahlkreis Reinickendorf 3               | |
| Frank Henkel                     | 1963        | CDU       | Bezirksliste Mitte                      | |
| Clara Herrmann                   | 1985        | Grüne     | Landesliste                             | |
| Anja Hertel                      | 1961        | SPD       | Bezirksliste Reinickendorf              | |
| Petra Hildebrandt                | 1972        | SPD       | Wahlkreis Neukölln 3                    | |
| Ralf Hillenberg                  | 1956        | SPD       | Wahlkreis Pankow 1                      | ab Februar 2010 fraktionslos |
| Gabriele Hiller                  | 1959        | Die Linke | Wahlkreis Marzahn-Hellersdorf 7         | |
| Torsten Hilse                    | 1955        | SPD       | Wahlkreis Pankow 2                      | |
| Gregor Hoffmann                  | 1970        | CDU       | Bezirksliste Lichtenberg                | |
| Bärbel Holzheuer-Rothensteiner   | 1948        | Die Linke | Wahlkreis Marzahn-Hellersdorf 3         | |
| Thomas Isenberg                  | 1967        | SPD       | Bezirksliste Mitte                      | nachgerückt für Jutta Koch-Unterseher am 25. September 2008                                                                         |
| Frank Jahnke                     | 1957        | SPD       | Wahlkreis Charlottenburg-Wilmersdorf 4  | |
| Elfi Jantzen                     | 1954        | Grüne     | Landesliste                             | |
| Andy Jauch                       | 1976        | SPD       | Wahlkreis Treptow-Köpenick 1            | |
| Björn Jotzo                      | 1975        | FDP       | Bezirksliste Charlottenburg-Wilmersdorf | |
| Robbin Juhnke                    | 1967        | CDU       | Wahlkreis Neukölln 4                    | |
| Ingeborg Junge-Reyer             | 1946        | SPD       | Bezirksliste Friedrichshain-Kreuzberg   | Senatorin für Stadtentwicklung ausgeschieden am 30. November 2006, Nachrückerin Susanne Kitschun                                    |
| Kadriye Karcı                    | 1961        | Die Linke | Landesliste                             | nachgerückt für Carola Bluhm am 13. Januar 2010                                                                                     |
| Susanne Kitschun                 | 1968        | SPD       | Bezirksliste Friedrichshain-Kreuzberg   | nachgerückt für Ingeborg Junge-Reyer am 1. Dezember 2006                                                                            |
| Thomas Kleineidam                | 1958–2013   | SPD       | Wahlkreis Spandau 1                     | |
| Gernot Klemm                     | 1965        | Die Linke | Landesliste                             | nachgerückt für Stefan Liebich am 2. November 2009                                                                                  |
| Sibyll-Anka Klotz                | 1961        | Grüne     | Landesliste                             | ausgeschieden am 17. November 2006, Nachrücker Stefan Ziller                                                                        |
| Sebastian Kluckert               | 1974        | FDP       | Bezirksliste Neukölln                   | |
| Heidi Knake-Werner               | 1943        | Die Linke | Landesliste                             | Senatorin für Integration, Arbeit und Soziales (bis 15. Oktober 2009) ausgeschieden am 15. April 2007, Nachrücker Steffen Zillich   |
| Jutta Koch-Unterseher            | 1961        | SPD       | Wahlkreis Mitte 3                       | ausgeschieden am 25. September 2008, Nachrücker Thomas Isenberg                                                                     |
| Anja Kofbinger                   | 1960        | Grüne     | Landesliste                             | |
| Andreas Köhler                   | 1954        | SPD       | Bezirksliste Lichtenberg                | |
| Sven Kohlmeier                   | 1976        | SPD       | Bezirksliste Marzahn-Hellersdorf        | |
| Dilek Kolat                      | 1967        | SPD       | Wahlkreis Tempelhof-Schöneberg 3        | |
| Scott Körber                     | 1971        | CDU       | Wahlkreis Tempelhof-Schöneberg 7        | |
| Heidi Kosche                     | 1949        | Grüne     | Wahlkreis Friedrichshain-Kreuzberg 1    | |
| Marion Kroll                     | 1951        | CDU       | Wahlkreis Neukölln 5                    | |
| Günther Krug                     | 1942        | SPD       | Bezirksliste Marzahn-Hellersdorf        | nachgerückt für Iris Spranger am 1. Dezember 2006                                                                                   |
| Felicitas Kubala                 | 1956        | Grüne     | Landesliste                             | |
| Andreas Kugler                   | 1967        | SPD       | Wahlkreis Steglitz-Zehlendorf 1         | |
| Brigitte Lange                   | 1945        | SPD       | Bezirksliste Reinickendorf              | |
| Jutta Leder                      | 1947        | SPD       | Wahlkreis Mitte 4                       | |
| Klaus Lederer                    | 1974        | Die Linke | Landesliste                             | |
| Rainer-Michael Lehmann           | 1960        | SPD       | Bezirksliste Pankow                     | |
| Uwe Lehmann-Brauns               | 1938        | CDU       | Wahlkreis Steglitz-Zehlendorf 6         | Alterspräsident |
| Stefan Liebich                   | 1972        | Die Linke | Landesliste                             | ausgeschieden am 31. Oktober 2009, Nachrücker Gernot Klemm                                                                          |
| Martin Lindner                   | 1964        | FDP       | Bezirksliste Steglitz-Zehlendorf        | ausgeschieden am 15. November 2009, Nachrückerin Sylvia von Stieglitz                                                               |
| Joachim Luchterhand              | 1942        | CDU       | Bezirksliste Steglitz-Zehlendorf        | nachgerückt für Cerstin-Ullrike Richter-Kotowski am 20. November 2006                                                               |
| Klaus-Peter von Lüdeke           | 1947        | FDP       | Bezirksliste Steglitz-Zehlendorf        | |
| Peter Luther                     | 1942        | CDU       | Bezirksliste Pankow                     | |
| Benedikt Lux                     | 1981        | Grüne     | Landesliste                             | |
| Jutta Matuschek                  | 1960        | Die Linke | Landesliste                             | |
| Heiko Melzer                     | 1976        | CDU       | Bezirksliste Spandau                    | |
| Christoph Meyer                  | 1975        | FDP       | Bezirksliste Charlottenburg-Wilmersdorf | |
| Martina Michels                  | 1955        | Die Linke | Wahlkreis Friedrichshain-Kreuzberg 4    | |
| Walter Momper                    | 1945        | SPD       | Wahlkreis Reinickendorf 1               | Präsident des Abgeordnetenhauses |
| Birgit Monteiro                  | 1969        | SPD       | Bezirksliste Lichtenberg                | |
| Christa Müller                   | 1950        | SPD       | Wahlkreis Pankow 4                      | |
| Michael Müller                   | 1964        | SPD       | Wahlkreis Tempelhof-Schöneberg 4        | |
| Özcan Mutlu                      | 1968        | Grüne     | Wahlkreis Friedrichshain-Kreuzberg 3    | |
| Ulrike Neumann                   | 1945        | SPD       | Wahlkreis Steglitz-Zehlendorf 2         | |
| Karlheinz Nolte                  | 1949        | SPD       | Wahlkreis Treptow-Köpenick 2            | |
| Lars Oberg                       | 1979        | SPD       | Wahlkreis Tempelhof-Schöneberg 2        | |
| Liane Ollech                     | 1957        | SPD       | Bezirksliste Marzahn-Hellersdorf        | |
| Bilkay Öney                      | 1970        | SPD       | Landesliste                             | bis 15. Mai 2009 Grüne, ausgeschieden am 3. Juni 2011                                                                               |
| Andreas Otto                     | 1962        | Grüne     | Wahlkreis Pankow 6                      | |
| Elisabeth Paus                   | 1968        | Grüne     | Landesliste                             | ausgeschieden am 3. November 2009 wegen Einzugs in den Deutschen Bundestag, Nachrückerin Astrid Schneider                           |
| Markus Pauzenberger              | 1965        | SPD       | Wahlkreis Mitte 1                       | |
| Friedbert Pflüger                | 1955        | CDU       | Bezirksliste Neukölln                   | |
| Marion Platta                    | 1960        | Die Linke | Wahlkreis Lichtenberg 3                 | |
| Ramona Pop                       | 1977        | Grüne     | Landesliste                             | |
| Ülker Radziwill                  | 1966        | SPD       | Wahlkreis Charlottenburg-Wilmersdorf 3  | |
| Volker Ratzmann                  | 1960        | Grüne     | Wahlkreis Pankow 8                      | |
| Cerstin-Ullrike Richter-Kotowski | 1962        | CDU       | Bezirksliste Steglitz-Zehlendorf        | ausgeschieden am 17. November 2006 Nachrücker Joachim Luchterhand                                                                   |
| Sven Rissmann                    | 1978        | CDU       | Bezirksliste Mitte                      | |
| Raed Saleh                       | 1977        | SPD       | Wahlkreis Spandau 2                     | |
| Giyasettin Sayan                 | 1950        | Die Linke | Wahlkreis Lichtenberg 5                 | |
| Robert Schaddach                 | 1966        | SPD       | Wahlkreis Treptow-Köpenick 4            | |
| Michael Schäfer                  | 1972        | Grüne     | Landesliste                             | |
| Sandra Scheeres                  | 1970        | SPD       | Wahlkreis Pankow 5                      | |
| Anja Schillhaneck                | 1973        | Grüne     | Landesliste                             | |
| Henner Schmidt                   | 1964        | FDP       | Bezirksliste Mitte                      | |
| Astrid Schneider                 | 1965        | Grüne     | Landesliste                             | nachgerückt für Lisa Paus am 3. November 2009                                                                                       |
| Torsten Schneider                | 1969        | SPD       | Wahlkreis Pankow 3                      | |
| Oliver Scholz                    | 1960        | CDU       | Bezirksliste Treptow-Köpenick           | |
| Tom Schreiber                    | 1978        | SPD       | Wahlkreis Treptow-Köpenick 5            | |
| Oliver Schruoffeneger            | 1962        | Grüne     | Landesliste                             | |
| Katrin Schultze-Berndt           | 1969        | CDU       | Wahlkreis Reinickendorf 4               | ausgeschieden am 2. November 2006 Nachrückerin Emine Demirbüken-Wegner                                                              |
| Stefanie Schulze                 | 1958        | Die Linke | Wahlkreis Lichtenberg 4                 | ausgeschieden am 2. März 2009, Nachrückerin Minka Dott                                                                              |
| Peter Schwenkow                  | 1954        | CDU       | Bezirksliste Charlottenburg-Wilmersdorf | |
| Marion Seelig                    | 1953–2013   | Die Linke | Landesliste                             | |
| Cornelia Seibeld                 | 1974        | CDU       | Wahlkreis Steglitz-Zehlendorf 4         | |
| Karin Seidel-Kalmutzki           | 1960        | SPD       | Bezirksliste Lichtenberg                | |
| Mieke Senftleben                 | 1952        | FDP       | Bezirksliste Reinickendorf              | |
| Iris Spranger                    | 1961        | SPD       | Bezirksliste Marzahn-Hellersdorf        | ausgeschieden am 30. November 2006, Nachrücker Günther Krug                                                                         |
| René Stadtkewitz                 | 1965        | CDU       | Bezirksliste Pankow                     | ab 8. September 2010 fraktionslos                                                                                                   |
| Andreas Statzkowski              | 1956        | CDU       | Wahlkreis Charlottenburg-Wilmersdorf 2  | |
| Frank Steffel                    | 1966        | CDU       | Wahlkreis Reinickendorf 6               | ausgeschieden am 3. Dezember 2009, Nachrücker Michael Wegner                                                                        |
| Sylvia von Stieglitz             | 1955        | FDP       | Bezirksliste Steglitz-Zehlendorf        | nachgerückt für Martin Lindner am 16. November 2009                                                                                 |
| Sascha Steuer                    | 1975        | CDU       | Wahlkreis Neukölln 6                    | |
| Jörg Stroedter                   | 1954        | SPD       | Bezirksliste Reinickendorf              | |
| Alice Ströver                    | 1955        | Grüne     | Landesliste                             | |
| Felicitas Tesch                  | 1958        | SPD       | Wahlkreis Charlottenburg-Wilmersdorf 1  | |
| Monika Thamm                     | 1944        | CDU       | Bezirksliste Tempelhof-Schöneberg       | |
| Holger Thärichen                 | 1968        | SPD       | Bezirksliste Steglitz-Zehlendorf        | |
| Claudia Tietje                   | 1973–2013   | SPD       | Bezirksliste Pankow                     | nachgerückt für Susann Engert am 1. März 2011                                                                                       |
| Volker Thiel                     | 1955        | FDP       | Bezirksliste Treptow-Köpenick           | |
| Peter Trapp                      | 1947        | CDU       | Wahlkreis Spandau 5                     | |
| Peter Treichel                   | 1956        | SPD       | Wahlkreis Pankow 7                      | |
| Rainer Ueckert                   | 1949        | CDU       | Wahlkreis Tempelhof-Schöneberg 6        | ab Sommer 2009 fraktionslos |
| Jasenka Villbrandt               | 1951        | Grüne     | Landesliste                             | |
| Kurt Wansner                     | 1947        | CDU       | Bezirksliste Friedrichshain-Kreuzberg   | |
| Carl Wechselberg                 | 1969        | Die Linke | Wahlkreis Marzahn-Hellersdorf 4         | ab September 2009 SPD-Fraktion |
| Michael Wegner                   | 1958        | CDU       | Bezirksliste Reinickendorf              | nachgerückt für Frank Steffel am 3. Dezember 2009                                                                                   |
| Albert Weingartner               | 1951        | FDP       | Bezirksliste Tempelhof-Schöneberg       | ab 6. September 2010 CDU |
| Mari Weiß                        | 1984        | Die Linke | Landesliste                             | nachgerückt für Harald Wolf am 16. April 2007                                                                                       |
| Ralf Wieland                     | 1956        | SPD       | Wahlkreis Mitte 6                       | |
| Bruni Wildenhein-Lauterbach      | 1947        | SPD       | Wahlkreis Mitte 5                       | |
| Carsten Wilke                    | 1972        | CDU       | Bezirksliste Marzahn-Hellersdorf        | nachgerückt für Christian Gräff am 1. Dezember 2006                                                                                 |
| Stefanie Winde                   | 1967        | SPD       | Bezirksliste Charlottenburg-Wilmersdorf | nachgerückt für Hella Dunger-Löper am 26. Oktober 2006, ausgeschieden am 31. Juli 2010, Nachrücker Florian Dörstelmann              |
| Harald Wolf                      | 1956        | Die Linke | Wahlkreis Lichtenberg 6                 | Senator für Wirtschaft, Technologie und Frauen ausgeschieden am 15. April 2007, Nachrückerin Mari Weiß                              |
| Udo Wolf                         | 1962        | Die Linke | Landesliste                             | |
| Klaus Wowereit                   | 1953        | SPD       | Wahlkreis Charlottenburg-Wilmersdorf 5  | Regierender Bürgermeister |
| Stefan Zackenfels                | 1965        | SPD       | Bezirksliste Friedrichshain-Kreuzberg   | |
| Stefan Ziller                    | 1981        | Grüne     | Landesliste                             | nachgerückt für Sibyll-Anka Klotz am 20. November 2006                                                                              |
| Steffen Zillich                  | 1971        | Die Linke | Landesliste                             | nachgerückt für Heidi Knake-Werner am 16. April 2007                                                                                |
| Nicolas Zimmer                   | 1970        | CDU       | Wahlkreis Tempelhof-Schöneberg 8        | |
| Frank Zimmermann                 | 1957        | SPD       | Wahlkreis Tempelhof-Schöneberg 5        | |
| Peter-Rudolf Zotl                | 1944        | Die Linke | Wahlkreis Lichtenberg 2                 | |